# Mk 54型魚雷
Mk 54型魚雷是美國所開發的最新式反潛輕型魚雷，由Mk 46型魚雷與Mk 50型魚雷技術結合而成。

## 介紹
Mk54魚雷是在冷戰後啟動的專案，在1980年代，為了對抗蘇聯高速核子潛艦美國發展出性能優秀卻造價高昂的Mk50魚雷，但是在該魚雷全面汰換Mk46魚雷之前，冷戰已於蘇聯的解體落幕。冷戰後國防預算縮減，包括美軍自己仍有大量的庫存魚雷，但Mk46魚雷被證明在近岸地帶的反潛性能不好，亟需改良。但高速潛艦假想敵短時間不會構成確切威脅的情況，海軍在第一批Mk50量產完後即無法爭取到更多預算去增購此型魚雷。
美國海軍在1993年開始了一項稱為「輕量化混合魚雷」（Lightweight Hybrid Torpedo, LHT）的計畫，將Mk50魚雷的尋標器與戰鬥段與Mk46的推進段結合，使魚雷在預算節約的狀況下仍能升級性能。這個實驗得到讓美軍振奮的結果，雖然Mk46的推進器功率不如Mk50，但結合後並沒有出現操作不良的情況。
LHT計畫隨後轉換為正式的武器開發項目，由美國雷神公司綜合防衛部門得標，美國海軍水下武器辦公室在開發過程也將相關的測試技術資料轉移。
Mk54在1999年7月進入工程設計階段，其尋標器本體大部分是沿襲诺斯洛普·格鲁门公司在Mk50時的設計，因此在開發中轉移了部分Mk50的零件降低研發成本，但受益於冷戰後蓬勃發展的半導體資訊業，因此訊號處理器是追隨Mk48 ADACP計畫，運用以PowerPC 603e微處理器為核心的商業現貨(COTS)，聲學處理軟體採用開放式架構，所需的程式與控制律一部分也是導入Mk48ADACP開發的技術成果。Mk54開發在1999年11月通過設計審查，2000年完成原型，2003年完成測試。2004年通過初始作戰能力檢驗認證。整合在RUM-139 VL-ASROC的版本則是在2010年才完成IOC。
2003年4月，雷神公司得到第一批Mk54的改良合約，在2004年中提供美軍24枚Mk54 mod0魚雷，總價2,510萬美元。第二批合約於2004年6月簽訂，2004年10月後開始全速生產。雷神公司為主合約商，但是尋標器的產製仍由諾斯羅普格魯曼公司負責。
目前Mk54魚雷仍在量產中，升級套件的造價與全新彈藥價差甚大，因此單價從美國自用的83.9萬美元（2014年報價）、100萬美元，200萬美元以上不等。在2013年以後簽約生產的版本為Mk54 mod1，mod0將在2020年財政年度停產。mod1是在2007年開始進行研發，更換了全新的聲納陣列收發組件，新組件從52個換能器增加為112個換能器，提高分辨率，此外提升了聲學處理器效能，相關技術同樣的承襲了Mk48魚雷，導入了當時同時在開發的Mk48 mod7魚雷處理軟體。預定在2026年投入服役的mod2則將更換目前的推進段與戰鬥段，成為一款完全新設計的反潛魚雷，以回應國外同量級產品的競爭。
Mk54由於承襲了Mk50與Mk46的設計，因此可以在不用大幅修改的狀況下相容在各種美軍既有的324公厘魚雷管發射器、直升機、巡邏機、反潛火箭上。由於P-8波賽頓海上巡邏機在操作戰術上的改變，2006年洛克希德馬丁公司得到美國海軍的委託承包，為Mk54開發遠距離滑翔翼適配套件（Long Shot Wing Adapter Kit），該套件導入了與JDAM-ER設計相似的主翼，並裝備GPS導航定位與降落傘，讓巡邏機可以在3萬5千英呎的巡邏高度投放反潛魚雷，不再需要降低飛行高度到300公尺以下，這套件除了增長了空射反潛魚雷的射程，也提高潛艦預警的困難度。

## 使用國
324公厘輕型魚雷是種許多國家都有販售的武器，Mk 54魚雷在國際市場主要的競爭對手是冷戰後由歐洲法義合作研製的MU90魚雷，由於MU90搶下主要歐洲海軍國家汰換輕型魚雷的需求，服役初期僅有美軍使用，但是在P-8巡邏機開發新使用者，以及MU90發生嚴重的設計瑕疵後，Mk54魚雷開始得到一些既往使用Mk46魚雷的舊客戶所青睞。
- 美国：生產國。
- ：2010年10月，美國允許澳大利亞皇家海軍購入200枚升級套件，用於MH-60R反潛直升機。[6]
- 比利时：2020年7月，DACS允許出售29枚Mk54 mod0，總價3330萬美金。[7]
- 加拿大：2019年5月加拿大向美國提出425套Mk54魚雷的升級套件，以支援現有的Mk46魚雷庫存升級，這批魚雷將運用在哈利法克斯級巡防艦與CP-140巡邏機、CH-148反潛直升機上，總價3.87億美金。[8]
- 德国：2020年7月10日DSCA允許出售54枚全新彈藥、10枚升級套件，總價1.3億美元，用於P-3獵戶座海上巡邏機。[9]2023年12月7日增售供於P-8海神式巡邏機使用的80枚全新彈藥與相關後勤支援，總價3億美元。[10]
- 印度：因採購P-8I，因此作為配套武器購置，DSCA允許出售數目為32枚實彈、若干訓練彈與訓練支援，總價8,600萬美金。[11]2020年4月再度允許出售16枚實彈、3枚訓練彈，總價6,300萬美金。[12]
- 荷蘭：2018年7月31日DSCA允許出售106組升級套件與配套技術支援，總價1.69億美金。[13]
- 中華民國：2017年1月29日DSCA允許出售168組升級套件與配套技術支援，總價1.75億美金。[14]
- 大韓民國：2019年8月27日DSCA允許出售31枚新造魚雷配套技術支援，總價7,200萬美金。這批魚雷將配備在P-8A巡邏機上。[15]
- 土耳其：2004年、2009年各購入100組升級套件。2014年8月美國政府公告合約有購入一批，數量不明。

## 外部介紹
- MK 54 Lightweight Torpedo （页面存档备份，存于）